# Alpaida leucogramma
Alpaida leucogramma este o specie de păianjeni din genul Alpaida, familia Araneidae. A fost descrisă pentru prima dată de White, 1841. Conform Catalogue of Life specia Alpaida leucogramma nu are subspecii cunoscute.